# Sidney (wieś)
Sidney – wieś w Stanach Zjednoczonych, w stanie Nowy Jork, w hrabstwie Delaware.